# Johan Micoud
Johan Micoud (Cannes, 1973. július 24. –) francia válogatott labdarúgó, Európa-bajnok.

## Karrierje

### Klub
Micoud a Cannes együttesében kezdte felnőtt pályafutását. Zinédine Zidane távozása után ő lett a csapat irányítója. A klub 1993-ban feljutott, a következő szezonban pedig rögtön az UEFA-kupában indulhatott.
Jó játékára felfigyeltek a nagyobb csapatok, így 1996-ban a Bordeaux játékosa lett. Az 1998-99-es szezonban bajnoki címet szerzett csapatával.
2000-ben a virágkorát élő AC Parma igazolta le. Két év után távozott, és a német Werder Bremen csapatához igazolt. Itt 2004-ben bajnoki címet és kupagyőzelmet is szerzett.
2006-ban hazaigazolt, korábbi csapatához, a Bordeaux-hoz. Rögtön első meccsén, a Lorient ellen győztes gólt szerzett. A csapattal 2007-ben ligakupát nyert. 2008. május 10-én Laurent Blanc bejelentette, hogy Micouddal nem hosszabbítanak szerződést.

### Válogatott
Bár öt éven keresztül válogatott volt, sosem sikerült stabil kezdőcsapatbeli helyet kiharcolnia magának, nagyrészt amiatt, hogy Zinédine Zidane is ugyanazon a poszton játszott.
Első meccsét 1999. augusztus 17-én játszotta, Észak-Írország ellen. Bár bekerült a 2000-es Eb-n szereplő francia keretbe, végül csak a harmadik csoportmeccsen játszott.
Utolsó nagy tornája a csalódást keltő 2002-es világbajnokság volt.

## Sikerei, díjai
Girondins Bordeaux
- Ligue 1: 1998-99
- Francia labdarúgó-ligakupa: 2007

AC Parma
- Olasz kupa: 2001-02

Werder Bremen
- Bundesliga: 2003-04
- Német labdarúgókupa: 2003-04

Franciaország
- Eb-győztes: 2000

## Fordítás
- Ez a szócikk részben vagy egészben  a   Johan Micoud című angol Wikipédia-szócikk fordításán alapul.  Az eredeti cikk szerkesztőit annak laptörténete sorolja fel. Ez a jelzés csupán a megfogalmazás eredetét és a szerzői jogokat jelzi, nem szolgál a cikkben szereplő információk forrásmegjelöléseként.